# La calle del claro de luna
La calle del claro de luna es un breve relato del escritor austriaco Stefan Zweig, publicado en 1922. Es una excelente introducción al modo de describir los personajes de Zweig. Suele editarse en recopilaciones como Calidoscopio o Noche fantástica.

## Argumento
Un viajero hace un alto en el recorrido tras desembarcar en una ciudad portuaria y, antes de coger un tren al día siguiente, pasea desentendido por las calles cercanas. Allí se ve sorprendido por una canción en alemán que le llama la atención en el país extranjero. Como hipnotizado, acude a la casa de citas de donde procede la melodía, viéndose inmerso en la burla de las mujeres a un mendigo.
Tras marcharse de allí, el propio mendigo le contará la dramática historia del abandono de su mujer y la caída de esta en la prostitución. Como es peculiar del autor, el relato terminará de manera dramática.